# The Final Inch
The Final Inch é um documentário em longa-metragem de 2009 dirigido por Irene Taylor Brodsky, que retrata a erradicação da poliomielite. Como reconhecimento, foi nomeado ao Oscar 2019 na categoria de Melhor Documentário de Curta-metragem.